# Ərəb (Masallı)
Ərəb è un comune dell'Azerbaigian situato nel distretto di Masallı. Conta una popolazione di 1 055 abitanti.